# كيلة عليا
كيلة عليا هي قرية في مقاطعة بيرانشهر، إيران. يقدر عدد سكانها بـ 323 نسمة بحسب إحصاء 2016.